# Фасилитация
Фасилита́ция (англиц. от facilitate «помогать, облегчать, способствовать») — стиль управления. Фасилитация отличается от простого управления тем, что её способ не директивный, то есть такой, который не выходит за рамки самоорганизации управляемой системы. Если при традиционных формах управления (например, группой) субъект побуждает её выполнять собственные инструкции и распоряжения, то в случае с фасилитацией её субъект должен сочетать в себе не только функции руководителя и лидера, но и участника групповой динамики. Таким образом, в случае фасилитации мы имеем дело с принципиально отличной управленческой ситуацией. Ведущая международная ассоциация фасилитаторов (The International Association of Facilitators, IAF), существующая с 1989 года, в настоящее время включает более 1200 членов из 63 стран. 
Фасилитаторами называют психологов, консультантов, психотерапевтов, работающих с группами.

## Отличие психологической фасилитации
Фасилитация как психологическая техника очень похожа на симбиоз клиент-центрированной психотерапии Карла Роджерса, она так же использует эмпатию, понимание, внимание, безусловное принятие, толерантность, сочувствие со стороны психолога к клиенту, и позитивной психологии, помогает раскрыть в клиенте оптимизм, доверие, и те природные способности человека, которыми он пользуется неосознанно. Отличие от психотерапии Роджерса и позитивной психотерапии в том, что:
- В случае отказа от прямого управления ситуацией, психолог-фасилитатор переходит на недирективное, коллективное («клиент-психолог») управление ситуацией, что помогает справиться с трудностями клиента.
- Психолог-фасилитатор использует «позитивную конфронтацию», во взаимодействии между психологом-фасилитатором и клиентом в процессе которой выражается сомнение в ограниченности ресурса клиента или ресурсов совместной работы психолога и клиента.
- Фасилитативное действие может включать в себя целую палитру как условно негативных, так и условно позитивных состояний (использует любые ресурсы), для достижения поставленной цели.
- Психолог-фасилитатор и клиент в процессе работы толерантны к неопределённости.

## Процессинг
- Проце́ссинг — это деятельность фасилитатора по изменению клиента; работа с чем-то (проблемой клиента), и его преобразование.
- Преобразующий процессинг — это система принципов и техник, которые помогают людям изменить свой ум, справиться с неблагополучными сторонами своей жизни и получить в жизни как можно больше того, чего они хотят[3].

Это деятельность, в ходе которой фасилитатор поощряет человека изменить свои отношения с миром. Эта работа состоит в том, что фасилитатор показывает клиенту, как он представляет себе и структурирует мир, и изменяет это представление на лучшее для клиента.
Всё что фасилитатор говорит и делает, предназначено для того, чтобы начать процесс изменений у клиента и продолжать его до успешного завершения. Мастерство фасилитатора состоит в том, чтобы уметь определить, когда следует начать процесс, как содействовать его протеканию и каковы признаки завершения процесса.
Семантический процессинг — это одна из частей преобразующего процессинга, которая ориентирована на реакцию людей по отношению к миру. Семантический процессинг изменяет модель мира в полезном для клиента направлении.
В процессе работы фасилитатора с клиентом происходит личностное изменение. Причём, как клиента, так и фасилитатора.

## Личностное изменение
- Личностное изменение, в свою очередь, представляет собой некоторую способность, которая может изначально задаваться и развиваться в процессе социализации личности.

- Психолог экофасилита́тор — это не только интегратор, это ещё и зеркало. Зеркало, в котором видно то, что скрывается в личности клиента: то, на чём он стои́т, и потому не замечает.

- Если исходить из того, что практически любая группа выступает в качестве открытой динамической и самоорганизующейся системы, которая определяет свои цели и способы их достижения, то мы обнаруживаем ещё один тип фасилитации, который мы обозначили термином экологическая фасилитация (или экофасилитация)[5].

## Виды фасилитации
Психологическая фасилитация — представляет собой процесс управления и одновременно конструкции/реконструкции управляемой системы. При этом данный процесс является вероятностным, нелинейным и необратимым, что соответствует природе личностного изменения. Психологическая фасилитация обусловлена парадоксальным контролем над процессом самореконструкции и самоорганизации открытой динамической системы личности.